# Talant Mamytow

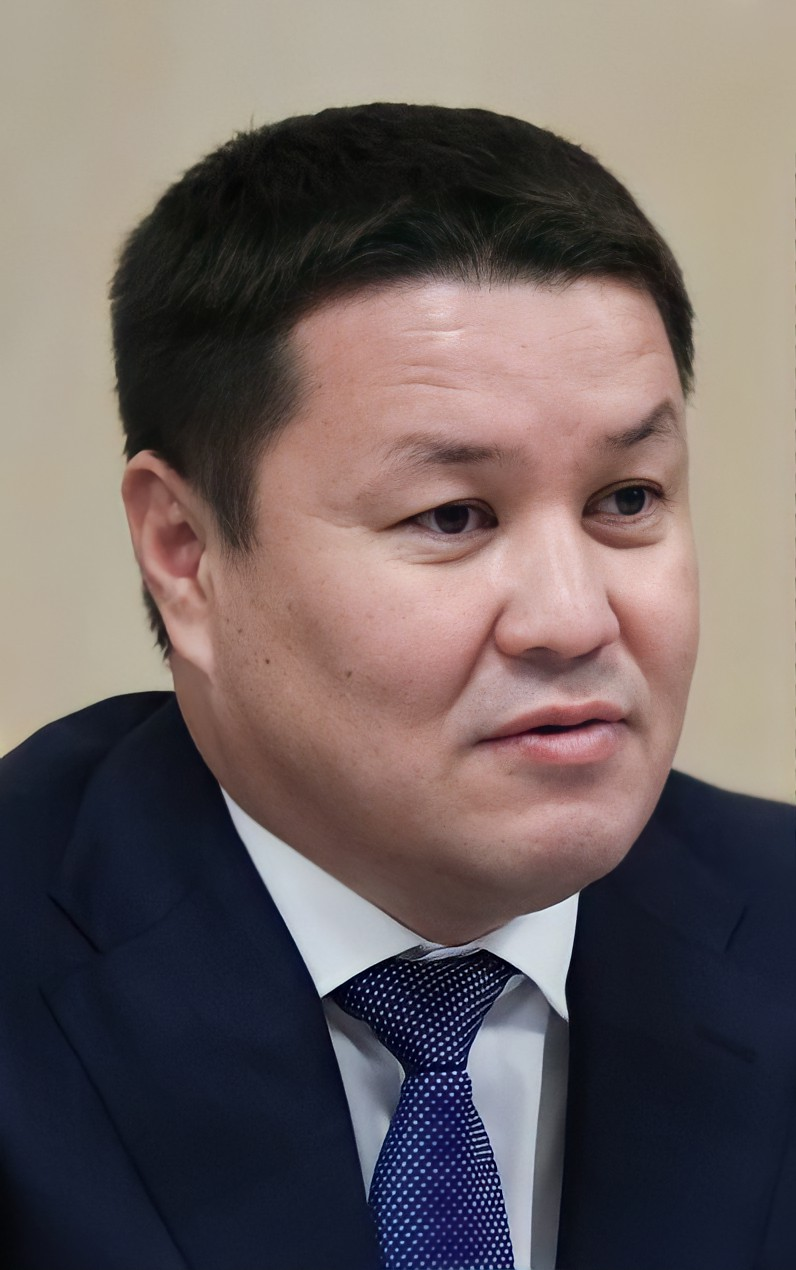
Talant Mamytow, 2020

Talant Mamytow (kirgisisch Талант Мамытов, * 14. März 1976 in Mailuussuu) ist ein kirgisischer Politiker und seit dem 4. November 2020 Sprecher des Dschogorku Kengesch, dem Parlament der Kirgisischen Republik. Am 14. November 2020 wurde er bis zum 10. Januar 2021, nach dem Rücktritt Sadyr Dschaparows, kommissarischer Präsident Kirgisistans. Am 10. Januar wurde Dschaparow zum Präsidenten gewählt.

## Politische Karriere
Mamytow gilt als langjähriger Verbündeter des ehemaligen Premierministers und kommissarischen Präsidenten Kirgisistans, Sadyr Dschaparow. Dieser wurde im Zuge der Proteste nach der Parlamentswahl in Kirgisistan 2020 aus dem Gefängnis befreit, wo er eine Haftstrafe wegen Geiselnahme verbüßte, und stieg innerhalb weniger Tage zum mächtigsten Mann in Kirgisistan auf. Mamytow und Dschaparow waren bereits 2012 gemeinsam an einem Versuch beteiligt, das Weiße Haus, den Amtssitz des Präsidenten in der kirgisischen Hauptstadt Bischkek, zu stürmen. Nach seiner Festnahme während dieses Versuchs wurde Mamytow unter dem Vorwurf des Versuch der illegalen Machtergreifung zu einer einjährigen Haftstrafe verurteilt.
Nach Vollendung seiner Haftstrafe wurde Mamytow wieder politisch tätig und war nach der Parlamentswahl 2015 als Abgeordneter und stellvertretender Fraktionsvorsitzender der Respublika-Ata-Schurt-Fraktion tätig. Mit der Befreiung und dem Aufstieg Dschaparows gewann auch Mamytow an Einfluss und wurde am 4. November mit den Stimmen von 100 der 120 Abgeordneten im kirgisischen Parlament zum neuen Parlamentssprecher gewählt. Sein Vorgänger in diesem Amt, Kanat Isayew, war zuvor zurückgetreten, nachdem er seine Kandidatur bei der Präsidentschaftswahl in Kirgisistan, die für den 10. Januar 2021 angesetzt ist, angekündigt hatte. Die Wahl Mamytows war von besonderer Bedeutung, da Dschaparow bereits angekündigt hatte, vom Amt des Präsidenten zurücktreten zu wollen, um verfassungsgemäß bei der anstehenden Präsidentschaftswahl kandidieren zu können. Im Fall von Vakanz im Amt des Präsidenten sieht die kirgisische Verfassung die kommissarische Übernahme der Amtsgeschäfte durch den Parlamentssprecher vor. Die Wahl Mamytows war unter diesen Vorzeichen auch eine Entscheidung über den künftigen kommissarischen Präsidenten Kirgisistans.
Mit dem Rücktritt Dschaparows am 14. November 2020 wurde dieses Szenario Realität und Mamytow übernahm kommissarisch das Amt des Präsidenten. Seine Amtszeit endete mit der Wahl eines demokratisch legitimierten Präsidenten am 10. Januar 2021.